# Кумба (народ)
Кумба (также сате; англ. kumba, sate) — адамава-убангийский народ, населяющий восточную часть Нигерии, области к югу от реки Бенуэ, к востоку от селения Апава и города Джалинго (районы Майо-Белва и Фуфоре штата Адамава). Наиболее близки народу кумба народы мумуйе, йенданг, вака, теме, бали, пассам, генгле и кугама — их области расселения расположены к западу от этнической территории кумба (на востоке территория народа кумба граничит с областью расселния народа фульбе).
По оценкам, опубликованным на сайте организации Joshua Project, численность народа кумба составляет около 5700 человек.
Народ кумба говорит на языке кумба адамава-убангийской семьи нигеро-конголезской макросемьи. Данный язык известен также как исаро, сате и йофо. В классификациях языков адамава, представленных в справочнике языков мира Ethnologue и в «Большой российской энциклопедии», язык кумба вместе с языками генгле, мумуйе, пангсенг, ранг, теме и вака входит в состав подгруппы мумуйе группы мумуйе-янданг ветви леко-нимбари. Как второй язык кумба распространён среди соседних близкородственных этнических групп, на нём говорят носители языков кугама, ньонг и теме. Численность говорящих на языке кумба, согласно данным, опубликованным в справочнике Ethnologue, составляет около 3420 человек (2000). Помимо родного языка представители народа кумба также владеют широко распространёнными на севере и на востоке Нигерии языками фула (нигерийский фульфульде) и хауса.
Значительная часть представителей народа кумба сохраняет традиционные верования (65 %), имеется также большая община христиан (25 %), часть кумба исповедует ислам (10 %).